# Spital am Semmering
Spital am Semmering är en ort och kommun  i Österrike. Den ligger i distriktet Bruck-Mürzzuschlag i förbundslandet Steiermark.
Kommunen består av två orter (Ortschaften) (inom parentes invånarantal 1 januari 2024):
- Spital am Semmering (864)
- Steinhaus am Semmering (835)